# Els Catarres
Els Catarres sono un gruppo musicale catalano, formatosi nel 2010 ad Aiguafreda.

## Storia del gruppo
Il gruppo, composto da Èric Vergés, Jan Riera e Roser Cruells, si è formato alla fine del 2010. Le loro prime canzoni erano disponibili esclusivamente su Internet. Grazie a una di queste, Jenifer, una canzone ironica che parla di un "amore proibito" tra un patriota catalano e una "xoni" di Castefa, sono diventati famosi nel 2011. Il brano entra inoltre nella classifica nazionale spagnola. Durante l'estate del 2011, si sono esibiti un centinaio di concerti in tutta la Catalogna.
Il 29 novembre 2011 è uscito il loro primo album, Cançons 2011, contenente tredici brani, sotto l'etichetta Discmedi Blau. L'album ha raggiunto la 69ª posizione nella classifica degli album spagnoli. Nel marzo del 2012, il singolo Jenifer ha vinto il Premio Enderrock 2012 per il miglior testo. Nell'estate dello stesso anno, si sono esibiti nel tour denominato Gira Bandarra 2012 e hanno pubblicato due nuove canzoni online, Tintín e La contorsionista, quest'ultima registrata in collaborazione con Adrià Salas de La Pegatina.
Nel 2013 hanno pubblicato il loro secondo album Postals sotto l'etichetta Música Global. L'album ha raggiunto la 50ª posizione nella classifica degli album spagnoli. All'album è seguito un tour omonimo che li ha portati in giro per i Paesi catalani e per altri territori spagnoli. L'anno successivo, il gruppo ha continuato il tour Postals esaurendo i biglietti per i due concerti di chiusura alla Sala Apolo di Barcellona. Successivamente, il gruppo si è esibito in Francia in un mini-tour di cinque date.
Nel marzo 2015 hanno pubblicato il terzo album Big Bang, che ha raggiunto la 20ª posizione nella classifica degli album spagnoli. Hanno iniziato un tour il 23 aprile dello stesso anno al Sant Jordi Club. Questo tour, chiamato Big Bang, li ha portati in Spagna, in Francia, in Cina e in Corea del Sud. Hanno concluso il tour con numerosi riconoscimenti, tra cui il premio Arc per il miglior tour del 2016, il Premio Enderrock 2016 per il miglior album e il Premio Enderrock 2017 come miglior artista dal vivo.
Nel marzo 2018 hanno pubblicato il quarto album, Tots els meus principis, anticipato dal singolo Fins que arribi l'alba. L'album ha raggiunto l'8ª posizione nella classifica degli album spagnoli, entrando così per la prima volta in top 10 a livello nazionale. Il tour seguente ha fatto tappa, oltre che nei Paesi catalani, anche in India, Regno Unito e Irlanda e si è concluso nel 2021 con un grande spettacolo sinfonico al Sant Jordi Club di Barcellona, trasmesso su TV3.
Dopo tre anni di silenzio discografico, Els Catarres hanno pubblicato nel novembre 2021 Diamants, il singolo che ha anticipato l'album omonimo, uscito nel febbraio dell'anno successivo. Anche questo album è entrato nella classifica degli album spagnoli, raggiungendone la 33ª posizione. Al disco è seguito un tour omonimo che ha fatto tappa in alcune delle principali località della Catalogna.
Nel 2023 Els Catarres hanno pubblicato due singoli: Cançons d'amor, in collaborazione con il gruppo musicale valenzano La Fúmiga, e Cor. Quest'ultimo singolo ha dato il nome a un tour omonimo, conclusosi con quattro concerti sold out alla Sala Apolo di Barcellona.

## Formazione
- Èric Vergés – voce, chitarra
- Jan Riera – chitarra, fisarmonica, percussioni, melodica
- Roser Cruells – contrabbasso, basso

## Discografia
Album in studio
- 2011 – Cançons 2011
- 2013 – Postals
- 2015 – Big Bang
- 2018 – Tots els meus principis
- 2022 – Diamants

Raccolte
- 2023 – Invencibles

## Riconoscimenti
Enderrock Awards
- 2012 – Miglior testo di canzone in catalano (Jenifer)
- 2014 – Miglior disco pop rock (Postals)
- 2014 – Miglior canzone pop rock (Vull estar amb tu)
- 2014 – Miglior artista
- 2014 – Miglior testo di canzone in catalano (Vull estar amb tu)
- 2014 – Miglior copertina di disco (Postals)
- 2016 – Miglior disco pop rock (Big Bang)
- 2016 – Miglior testo di canzone in catalano (En peu de guerra)
- 2016 – Miglior copertina di disco (Big Bang)
- 2017 – Miglior live
- 2019 – Miglior disco pop rock (Tots els meus principis)
- 2019 – Miglior artista
- 2023 – Miglior disco pop rock (Diamants)